# Eleição para governador da Indiana em 2008
A eleição para governador do estado americano da Indiana em 2008 foi realizada no dia 4 de novembro de 2008.O então governador em exercício Mitch Daniels foi desafiado pela candidata democrata Jill Long Thompson e pelo candidato libertário Andy Horning. O Governador Daniels venceu a candidata do Partido Democrata com mais de 17 pontos de vantagem.
- No principal condado da Indiana o Condado de Marion o governador Daniels ganhou com 209.955 votos, cerca de 55,5%, contra 160.318 de Thompson, que obteve 42,5% dos votos.[1]

- No Condado de Lake, o segundo maior colégio eleitoaral da Indiana, Thomposon ganhou com 64% dos votos, e Daniels obteveu cerca de 34,6% dos votos.[2]

- No terceiro maior colégio eleitoral do estado, o Condado de Allen, Daniels venceu com 61% dos votos, contra 37,3% de Thompson.[3]

- No menor colégio eleitoral do estado, o Condado de Ohio, Daniels ganhou com 1.590 votos, 55,4%, contra 1.197 votos de Thompson, 41,8% dos votos.[4]

- No condado onde teve a maior diferença entre os dois candidatos, foi no Condado de Hamilton, onde Daniels atingiu 83,3% dos votos, já Thompson alcançou 15,2% dos votos, a diferença entre os dois candidato foi de 87.132 votos, 68,1% dos votos.[5]

| Partido     | Candidato          | Votos     | %     | ±%   |
| ----------- | ------------------ | --------- | ----- | ---- |
| Republicano | Mitch Daniels      | 1.563.885 | 57,8% | +4,6 |
| Democrata   | Jill Long Thompson | 1.082.463 | 40,1% | -5,4 |
| Libertário  | Andy Horning       | 57.376    | 2,1%  | +0,8 |
| Fonte:      |                    |           |       |      |